# Marcial Alejandro
Marcial Alejandro (Ciudad de México,1955-22 de marzo de 2009) fue un compositor y cantante del género conocido como "Trova". En 1973 realiza estudios en la Escuela Nacional de Música, y en 1975 se incorpora como contrabajista en el grupo que acompañara al chileno Ángel Parra, hijo de Violeta Parra. Falleció el 22 de marzo de 2009.
Fundó el grupo "La Nopalera" y participa como compositor e intérprete en los cuatro discos de esta agrupación. En 1977 se inicia como solista, participando también en el grupo "EI 26". Desde l979 trabajó en Radio Educación.
En 1982 graba su primer disco como solista: "El Corrido", musicalizando dos textos del poeta mexicano Renato Leduc. En 1983 graba su primer material de larga duración, publicado en 1984 por Discos Pentagrama, titulado "Marcial Alejandro". Participó en el Festival OTI Internacional en 1985, certamen en el cual resultó triunfador, tanto en su fase nacional como internacional, con su canción "EI Fandango Aquí", interpretada por la cantante mexicana Eugenia León.
Compuso música tanto para programas de radio y televisión, como para algunas películas, entre las cuales destaca "Morir en el Golfo", la cual fue nominada al premio Ariel por mejor música original.
En 1993 se publicó su segundo disco "Aquí estoy", editado por Ediciones Pentagrama.
En 1994 realiza una gira por Argentina, en el Teatro Coliseo de Buenos Aires, como invitado del compositor cubano Silvio Rodríguez. Se presentó en las ciudades de Rosario Neuquén y Santa Rosa (La Pampa), además de actuar en Colonia, Uruguay y Santiago de Chile.
En el abril de 2004 publicó su tercer álbum "Sin Cruz", editado por Discos Espiral y fue llamado por Alfonso Aráu para actuar como trovador en su película "Zapata".
Sus canciones han sido grabadas por Enrique Bunbury, Margie Bermejo, Eugenia León, Maru Enríquez, Tania Libertad, Betsy Pecanins, Amparo Ochoa, Dos Mujeres, así como por la intérprete japonesa Nobuyo Yagi (八木啓代) cantando en español, los argentinos Litto Nebbia y Litto Vitale, y la dominicana Sonia Silvestre, entre otros.